# Svarttjärnen (Jörns socken, Västerbotten, 725258-168915)
Svarttjärnen är en sjö i Skellefteå kommun i Västerbotten och ingår i Byskeälvens huvudavrinningsområde.